# Природно-заповідний фонд Підволочиського району
Станом на 1 січня 2017 року на території Підволочиського району є 35 територій та об'єктів природно-заповідного фонду загальною площею 3599,3192 га, що становить 4,23 % території району:
- 1 природний заповідник площею 741,8392 га,
- 1 ландшафтний заказник загальнодержавного значення загальною площею 123,2 га,
- 9 заказників місцевого значення загальною площею 2686,1 га:
  - 2 ландшафтні заказники загальною площею 62,4 га,
  - 1 ботанічний заказник загальною площею 9,6 га,
  - 2 гідрологічні заказники загальною площею 178,1 га,
  - 3 орнітологічні заказники загальною площею 52,0 га,
  - 1 загальнозоологічний заказник загальною площею 2384,0 га,
- 14 пам'яток природи місцевого значення загальною площею 48,18 га:
  - 3 комплексні пам'ятки природи загальною площею 28,11 га,
  - 2 геологічні пам'ятки природи загальною площею 2,0 га,
  - 3 гідрологічні пам'ятки природи загальною площею 14,51 га,
  - 4 ботанічні пам'ятки природи
  - 2 резервати лучної та степової трав'янистої флори площею 3,4 га.

## Природний заповідник
| №  | Назва території або об'єкта | Площа, га | Рішення про створення (зміну) | Розташування | Керуюча організація | Світлина, альбом |
| -- | --------------------------- | --------- | ----------------------------- | ------------ | ------------------- | ---------------- |
| 1. |                             |           |                               |              |                     |                  |

## Заказники
| №                                                 | Назва території або об'єкта | Площа, га | Рішення про створення (зміну) | Розташування | Керуюча організація | Світлина, альбом |
| ------------------------------------------------- | --------------------------- | --------- | ----------------------------- | ------------ | ------------------- | ---------------- |
| Ландшафтний заказники загальнодержавного значення |                             |           |                               |              |                     |                  |
| 1.                                                |                             |           |                               |              |                     |                  |
| Ботанічні заказники місцевого значення            |                             |           |                               |              |                     |                  |
| 1.                                                |                             |           |                               |              |                     |                  |

## Пам'ятки природи
| №                                                | Назва території або об'єкта | Площа, га | Рішення про створення (зміну) | Розташування | Керуюча організація | Світлина, альбом |
| ------------------------------------------------ | --------------------------- | --------- | ----------------------------- | ------------ | ------------------- | ---------------- |
| Геологічні пам'ятки природи місцевого значення   |                             |           |                               |              |                     |                  |
| 1.                                               |                             |           |                               |              |                     |                  |
| Гідрологічні пам'ятки природи місцевого значення |                             |           |                               |              |                     |                  |
| 1.                                               |                             |           |                               |              |                     |                  |
| Ботанічні пам'ятки природи місцевого значення    |                             |           |                               |              |                     |                  |
| 1.                                               |                             |           |                               |              |                     |                  |

## Парки-пам'ятки садово-паркового мистецтва
| №  | Назва території або об'єкта | Площа, га | Рішення про створення (зміну) | Розташування | Керуюча організація | Світлина, альбом |
| -- | --------------------------- | --------- | ----------------------------- | ------------ | ------------------- | ---------------- |
| 1. |                             |           |                               |              |                     |                  |

| №   | Назва території або об'єкта   | Площа, га | Рішення про створення (зміну) | Розташування                                                                                 | Керуюча організація                                                                                    | Світлина, альбом |
| --- | ----------------------------- | --------- | --- | -------------------------------------------------------------------------------------------- | --- | ---------------- |
| 2   | Товтровий степ                | 123.2     | Підволочиський район, села: Жеребки, Колодіївка, Галущинці | Підволочиська селищна громада — 106,7 га, Скалатська міська громада — 15,8 га                | Указ Президента України від 27.07.2016 р. № 312/2016                                                   |                  |
| 1   | Полупанівська «Свята гора»    | 11.4      | Підволочиський район, с. Полупанівка, пн.-сх. околиця, схил Товтрової гряди південно-західної експозиції, на південь від церковних споруд (у р. «Свята гора»), між церквою та лісовим урочищем «Грабовник» | Староскалатська сільська рада                                                                | Рішення ТОР від 18.03.1994 р.                                                                          |                  |
| 3   | Галущинецький                 | 51.0      | Підволочиський район, с. Галущинці, фрагмент Товтрової гряди, на південь від Галущинецького кар'єру, схил пд.-зх. експозиції                                                                               | Галущинецька сільська рада                                                                   | Рішення ТОР від 26.02.1999 р. № 50                                                                     |                  |
| 46  | Жеребківський                 | 9.6       | Підволочиський район, с. Жеребки, фрагмент Товтрової гряди, поряд із старим кар'єром | Жеребківська сільська рада                                                                   | Рішення ТОР від 18.03.1994 р., зі змінами, затвердженими рішенням ТОР від 27.04.2001 р. № 238          |                  |
| 1   | Мединський                    | 18.1      | Підволочиський район, с. Медин, заболочена заплава р. Самчик, водно-болотний масив вище і нижче ставу | Воробіївська сільська рада — 4,87 га, ТОВ «Любава Плюс» — 13, 23 га                          | Рішення ВК ТОР від 26.12.1983 р. № 496                                                                 |                  |
| 5   | Збручанський                  | 160.0     | Підволочиський район, штучно створений протиерозійний став у долині рік Збруч та Самчик, між селами Дорофіївка, Воробіївка та Скорики                                                                      | Скориківська с/рада — 27,0 га, Дорофіївська с/рада — 31,0 га, Воробіївська с/рада — 102,0 га | Рішення ТОР від 25.04.1996 р. № 90, зі змінами, затвердженими рішенням ТОР від 27.04.2001 р. № 238     |                  |
| 5   | Голошинські ями               | 5.0       | Підволочиський район, с. Голошинці, південно-східна околиця, долина р. Самчик, колишні торфорозробки, урочище «Ями»                                                                                        | Новосільська сільська рада                                                                   | Рішення ТОР від 30.01.2003 р. № 96                                                                     |                  |
| 6   | Підволочиський                | 27.0      | Підволочиський район, смт Підволочиськ, пн.-зх. частина міської зони між коліями залізниці «Тернопіль-Підволочиськ», штучно створений став                                                                 | Підволочиська селищна рада                                                                   | Рішення ТОР від 25.04.1996 р. № 90                                                                     |                  |
| 7   | Скалатський                   | 20.0      | Підволочиський район, м. Скалат, південно-західна околиця, між автошляхом «Скалат — Гримайлів» та залізницею, в межах Скалатської водойми на місці колишніх торфорозробок у долині ріки Гнила Рудка.       | Скалатська міська рада                                                                       | Рішення ТОР від 25.04.1996 р. № 90                                                                     |                  |
| 21  | Подільсько-Сороцький          | 2384.0    | Підволочиський район, с. Поділля, Скалатське лісництво, кв. 48-49, лісове урочище «Сороцьке», прилеглі до лісового урочища угіддя                                                                          | Підволочиська районна організація УТМР                                                       | Рішення ВК ТОР від 30.06.1986 р. № 198                                                                 |                  |
| 1   | Прохова скалка                | 0.15      | Підволочиський район, с. Колодіївка, на відстані 4 км північніше від села, фрагмент Товтрової гряди | Колодіївська сільська рада                                                                   | Рішення ТОР від 14.12.2006 р. № 105                                                                    |                  |
| 6   | Велике сідло                  | 17.1      | Підволочиський район, с. Полупанівка, відрога Товтрової гряди | Староскалатська сільська рада                                                                | Рішення ТОР від 18.06.2009 р. № 620                                                                    |                  |
| 16  | Останці Сарматського моря     | 1.0       | Підволочиський район, с. Галущинці, у кар'єрі біля автошляху Тернопіль-Підволочиськ, стінка північно-західної експозиції                                                                                   | ВАТ «Тернопільський кар'єр»                                                                  | Рішення ВК ТОР від 26.12.1983 р. N496                                                                  |                  |
| 17  | Останці Подільських товтрів   | 1.0       | Підволочиський район, с. Новосілка, фрагмент Товтрової гряди | Новосілківська сільська рада                                                                 | Рішення ВК ТОР від 26.12.1983 р. N496                                                                  |                  |
| 7   | Зелена криниця № 2            | 3.4       | Підволочиський район, с. Кошляки, на межі з Лановецьким районом, штучно створене озерце з прилеглими територіями                                                                                           | Кошляківська сільська рада                                                                   | Рішення ТОР від 18.03.1994 р., зі змінами, затвердженими рішенням ТОР від 27.04.2001 р. № 238          |                  |
| 23  | Підволочиське джерело         | 0.01      | Підволочиський район, смт Підволочиськ, вул. Данила Галицького, 143 | Підволочиське управління житлово-комунального господарства                                   | Рішення ВК ТОР від 30.08.1990 р. № 189                                                                 |                  |
| 62  | Скориківське болото           | 11.1      | Підволочиський район, с. Скорики, північна околиця, заплава р. Самчик, від автошляху між селами Скорики і Медин до ставу                                                                                   | Скориківська сільська рада                                                                   | Рішення ВК ТОР від 30.08.1990 р. № 189, із змінами затвердженими рішенням ТОР від 27.04.2001 р. № 238  |                  |
| 75  | Дуб «Король» (1 дерево)       | 0.03      | Підволочиський район, с. Новосілка, Скалатське лісництво, кв. 33 вид. 3, лісове урочище «Малинник» | ДП «Тернопільське лісове господарство»                                                       | Рішення ВК ТОР від 17.11.1969 р. № 747                                                                 |                  |
| 120 | Дуб «Полупанівський»          | 0.02      | Підволочиський район, с. Хмелиська, Скалатське лісництво, кв. 15 вид. 5, лісове урочище «Полупанівка» | ДП «Тернопільське лісове господарство»                                                       | Рішення ВК ТОР від 26.12.1983 р. № 496                                                                 |                  |
| 140 | Полупанівські буки            | 0.5       | Підволочиський район, с. Хмелівка, Скалатське лісництво, кв. 12 вид. 1, лісове урочище «Полупанівка» | ДП «Тернопільське лісове господарство»                                                       | Рішення ВК ТОР від 26.12.1983 р. № 496                                                                 |                  |
| 171 | Рожиська липа                 | 0.01      | Підволочиський район, с. Рожиськ, на території господарського двору | Рожиська сільська рада                                                                       | Рішення ТОР від 14.07.2011 р. № 1217                                                                   |                  |
| 251 | Кам'янківська степова ділянка | 2.9       | Підволочиський район, с. Кам'янки, при в'їзді до села біля старого кар'єру вапнярки | Підволочиське заводуправління будматеріалів                                                  | Рішення ВК ТОР від 30.08.1990 р. № 189, зі змінами, затвердженими рішенням ТОР від 27.04.2001 р. № 238 |                  |
| 252 | Скалатська степова ділянка    | 0.5       | Підволочиський район, с. Городниця, Скалатське лісництво, кв. 43 вид., 10, 12, лісове урочище «Малинник»                                                                                                   | ДП «Тернопільське лісове господарство»                                                       | Рішення ВК ТОР від 17.11.1969 р. № 747                                                                 |                  |
| 10  | Музикова скала                | 10.46     | |                                                                                              | Рішення ТОР від 12.11.2013 р. № 1520                                                                   |                  |